# Luocheng (ort)
Luocheng (kinesiska: 罗城) är en ort i Kina. Den ligger i provinsen Sichuan, i den sydvästra delen av landet, omkring 140 kilometer söder om provinshuvudstaden Chengdu. Antalet invånare är 73 581. Den ligger vid sjön Xindian Shuiku.
Runt Luocheng är det tätbefolkat, med 343 invånare per kvadratkilometer. Det finns inga andra samhällen i närheten. I omgivningarna runt Luocheng växer i huvudsak blandskog.
Genomsnittlig årsnederbörd är 1 353 millimeter. Den regnigaste månaden är juli, med i genomsnitt 304 mm nederbörd, och den torraste är december, med 14 mm nederbörd.